# Giovanni Caccamo

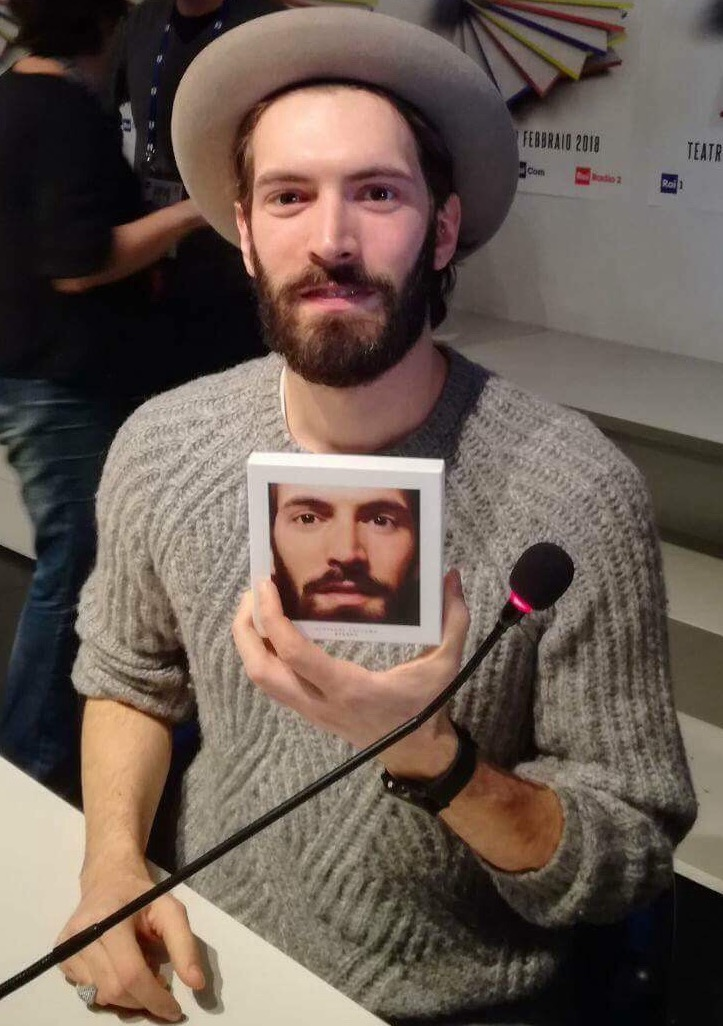
Giovanni Caccamo, 2018

Giovanni Caccamo (* 8. Dezember 1990 in Modica) ist ein italienischer Sänger und Songwriter. Er wurde von Franco Battiato entdeckt und wird von Caterina Caselli produziert. Größere Bekanntheit erlangte er 2015, als er das Sanremo-Festival in der Newcomer-Kategorie gewann.

## Biographie

### Anfänge
Caccamo begann schon früh mit dem Singen und trat 2001 im Rahmen des Zecchino d’Oro erstmals öffentlich auf. 2009 betreute er die RAI-Sendung Music Gate. Im Jahr 2010 nahm er an den Castings zu X Factor teil, schied aber in der Phase der Home Visits aus.
Nach kleineren Jobs bei der RAI, so als VJ, bewarb sich Caccamo für die Newcomer-Kategorie des Sanremo-Festivals 2012, schaffte es jedoch nicht in die Finalphase. Im Sommer 2012 wurde Franco Battiato auf den Sänger aufmerksam und Caccamo konnte als Opening-act bei Battiatos Apriti-Sesamo-Tour auftreten. Anschließend veröffentlichte er 2013 seine erste Single L’indifferenza und hatte verschiedene kleinere Auftritte in ganz Italien sowie in Fernsehsendungen von Fiorello.

### Erfolg
Im Oktober 2014 unterschrieb Caccamo einen Plattenvertrag beim italienischen Label Sugar Music von Caterina Caselli. Schon 2015 nahm er am Sanremo-Festival teil und gewann mit dem Lied Ritornerò da te in der Newcomer-Kategorie; außerdem erhielt er den Kritikerpreis, den Emanuele-Luzzati-Preis und den Preis der Journalisten. Gleichzeitig trug Malika Ayane mit dem von Caccamo mitgeschriebenen Lied Adesso e qui (nostalgico presente) einen dritten Platz und ebenfalls den Kritikerpreis in der Hauptkategorie davon.
Im April trat er mit Biagio Antonacci auf und im Juni nahm er am Coca-Cola Summer Festival teil. Für den Pixar-Kurzfilm Lava war Caccamo zusammen mit Malika Ayane als Synchronsprecher tätig. Es folgten weitere eigene Lieder und Songwriting für Deborah Iurato, Francesca Michielin oder Emma Marrone. Beim Sanremo-Festival 2016 trat der Sänger erstmals in der Hauptkategorie an, im Duett mit Deborah Iurato; mit Via da qui erreichten sie den dritten Platz. Im Anschluss veröffentlichte er das Album Non siamo soli. Beim Sanremo-Festival 2018 präsentierte Caccamo Eterno, das den zehnten Platz erreichte und dem gleichnamigen Album vorausging.

## Diskografie

### Alben
| Jahr | Titel          | Höchstplatzierung, Gesamtwochen, AuszeichnungChartsChartplatzierungen (Jahr, Titel, Platzierungen, Wochen, Auszeichnungen, Anmerkungen) | Anmerkungen |
| Jahr | Titel          | IT | Anmerkungen |
| ---- | -------------- | --- | ----------- |
| 2015 | Qui per te     | IT29 (4 Wo.)IT |             |
| 2016 | Non siamo soli | IT25 (4 Wo.)IT |             |
| 2018 | Eterno         | IT41 (2 Wo.)IT |             |

### Singles
| Jahr | Titel Album                | Höchstplatzierung, Gesamtwochen, AuszeichnungChartsChartplatzierungen (Jahr, Titel, Album, Platzierungen, Wochen, Auszeichnungen, Anmerkungen) | Anmerkungen        |
| Jahr | Titel Album                | IT | Anmerkungen        |
| ---- | -------------------------- | --- | ------------------ |
| 2015 | Ritornerò da te Qui per te | IT33 (3 Wo.)IT |                    |
| 2016 | Via da qui Non siamo soli  | IT35 (4 Wo.)IT | mit Deborah Iurato |
| 2018 | Eterno                     | IT50 (1 Wo.)IT |                    |

Weitere Singles
- Mezze verità (2012)
- L’indifferenza (2013)
- Qui per te (2015)
- Oltre l’estasi (2015)
- Distante dal tempo (2015)
- Non siamo soli (2016)

## Belege
1. 1 2 3  Amelia Cartia: Giovanni Caccamo, il pupillo di Battiato: “E pensare che l’ho pedinato sulla spiaggia”. In: Repubblica.it. 8. August 2013, abgerufen am 29. Januar 2016 (italienisch).
2. ↑  Alberto Puliafito: Sanremo social 2012 – I vincitori della prima fase. Passano anche talent e Miss Italia 2011. In: Tv Blog. Blogo.it, 10. Januar 2012, abgerufen am 29. Januar 2016.
3. ↑  Gianmarco Regaldi: Giovanni Caccamo: una nuova scommessa per Caterina Caselli. In: AllMusicItalia. Edizioni Molecola di Longo Massimiliano, 25. Oktober 2014, abgerufen am 2. Februar 2016 (italienisch).
4. ↑  Festival di Sanremo 2016, Carlo Conti da Massimo Giletti svela i venti Big in gara. In: Repubblica.it. Gruppo Editoriale L’Espresso, 13. Dezember 2015, abgerufen am 2. Februar 2016.
5. ↑  Alben von Giovanni Caccamo. In: Italiancharts.com. Hung Medien, archiviert vom Original (nicht mehr online verfügbar) am 18. März 2018; abgerufen am 18. März 2018.  Info: Der Archivlink wurde automatisch eingesetzt und noch nicht geprüft. Bitte prüfe Original- und Archivlink gemäß Anleitung und entferne dann diesen Hinweis.
6. ↑  Archivio Classifiche Top Digital. FIMI, abgerufen am 18. März 2018 (italienisch).

| Personendaten    | Personendaten            |
| ---------------- | ------------------------ |
| NAME             | Caccamo, Giovanni        |
| KURZBESCHREIBUNG | italienischer Popmusiker |
| GEBURTSDATUM     | 8. Dezember 1990         |
| GEBURTSORT       | Modica                   |